# Hoằng Trinh
Hoằng Trinh là một xã thuộc huyện Hoằng Hóa, tỉnh Thanh Hóa, Việt Nam.
Xã Hoằng Trinh có diện tích 5,67 km², dân số năm 1999 là 6842 người, mật độ dân số đạt 1207 người/km².

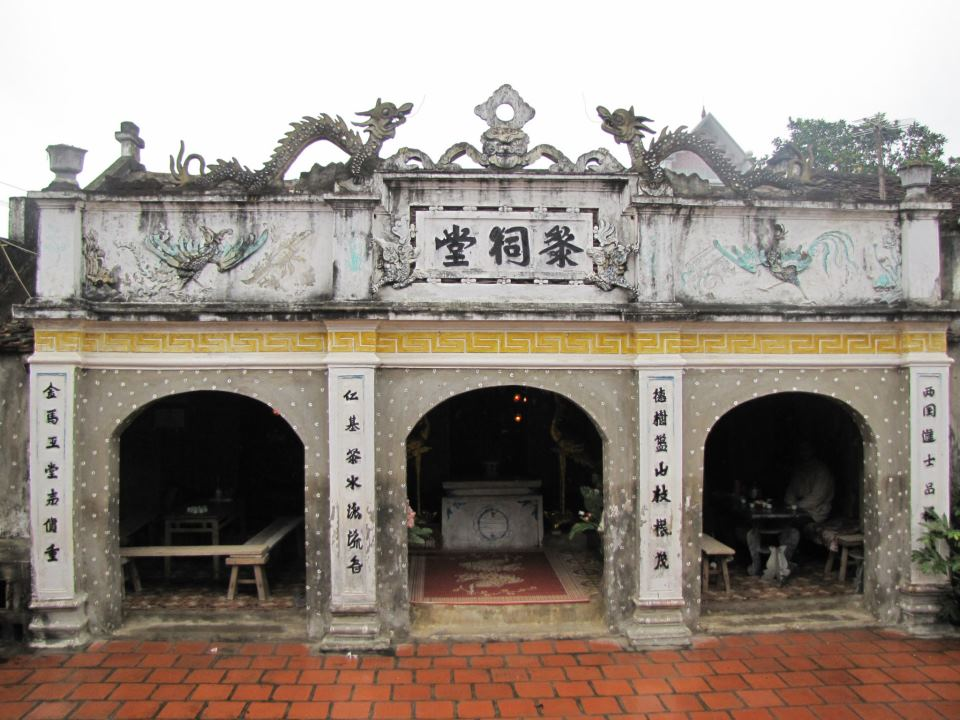
Nhà thờ họ Lê Quang làng Trinh Nga - di tích cấp tỉnh

Hoằng Trinh có 3 làng : làng Trung Hòa,làng Trinh Nga, làng Thanh Nga